# Нурлатский говор
Нурлатский говор (тат. норлат сөйләше) — бытовой говор среднего (казанского) диалекта татарского языка.

## Ареал распространения
Нурлатский говор распространен среди татарского населения на  Горной стороне Республики Татарстан, в Кайбицком, в правобережной части Зеленодольского района (в бывшем Нурлатском районе), частично в Апастовском районе, а также в Козловском районе Чувашии. На севере граничит с дубьязским , на юге с тарханским, на востоке с камско-устьинским говорами казанского диалекта, а на западе с молькеевским и дрожжановским говорами мишарского диалекта.

## Лингвистическая характеристика
Система звуков нурлатского говора, их произношение и образования аналогичны таковым в татарском литературном языке. Имеются небольшие различия, связанные с влиянием мишарского диалекта, например дифтонг «-өй»  переходит в «-ү» (сөйли — сүли; разговаривает).
В Нурлатском говоре обнаруживается довольно богатая диалектная лексика, относящаяся к различным отраслям быта. Особенности лексики отражают древние и современные языковые контакты носителей говора с другими говорами татарского, а также с говорами чувашского языков, так в говоре есть чувашские слова, не встречающиеся в других говорах татарского языка. Группа диалектизмов говорит об особой общности нурлатского говора с пермским.